# Messier 25
Cụm sao mở M25 (còn gọi là Messier 25 hay IC 4725) là một cụm sao mở trong chòm sao Nhân Mã. Philippe Loys de Chéseaux phát hiện ra nó vào năm 1745 và được liệt kê vào danh lục của Charles Messier năm  1764.
M25 nằm cách Trái Đất 2.000 năm ánh sáng. Nó có đường kính khoảng 19 năm ánh sáng. Sao Delta Cephei kiểu sao biến quang được định danh U Sagittarii thuộc về cụm sao này.